# Ludwig Waidacher senior
Ludwig „Lutta“ Waidacher senior (* 16. August 1928 in Arosa; † 5. Juli 2021 ebenda) war ein Schweizer Eishockeyspieler.

## Leben und Karriere
Der in Arosa aufgewachsene Ludwig Waidacher durchlief seine Juniorenkarriere beim EHC Arosa. Ab 1944 spielte er während vieler Jahre zusammen mit Werner Lohrer als Verteidiger in der legendären ersten Mannschaft um den Aroser Sturm mit Hans-Martin Trepp, sowie Gebi und Ueli Poltera. Mit diesem Ensemble wurde er von 1951 bis 1955 fünf Mal in Folge Schweizer Meister.
Nach Abschluss seiner aktiven Sportkarriere im Jahr 1955 übernahm er den örtlichen Gebäudetechnik-Betrieb seines aus Österreich stammenden Vaters Ludwig Waidacher und baute ihn erfolgreich aus. Daneben war er für die FDP Mitglied des örtlichen Gemeinderats und engagierte sich in verschiedenen Funktionen für seinen Stammverein.
Ludwig Waidacher lebte bis zu seinem Hinschied in Arosa. Er war der Vater von Ludwig Waidacher junior und Grossvater von Monika, Nina und Isabel Waidacher.